# 2012年夏季奧林匹克運動會克羅埃西亞代表團
2012年夏季奧林匹克運動會克羅埃西亞代表團會參加2012年7月27日至8月12日在英國倫敦舉行的第三十屆奧林匹克運動會。他們共派出108位運動員參與16個項目。